# Веге-ден-Горн
Веге-ден-Горн (нід. Wehe-den Hoorn) — село в нідерландській провінції Гронінген. Входить до муніципалітету Гет-Гогеланд.
Його площа становить 0,73км², а населення станом на 2021 рік складало 705 осіб.
Утворене 1966 року злиттям сел Веге і Ден-Горн.

## Галерея

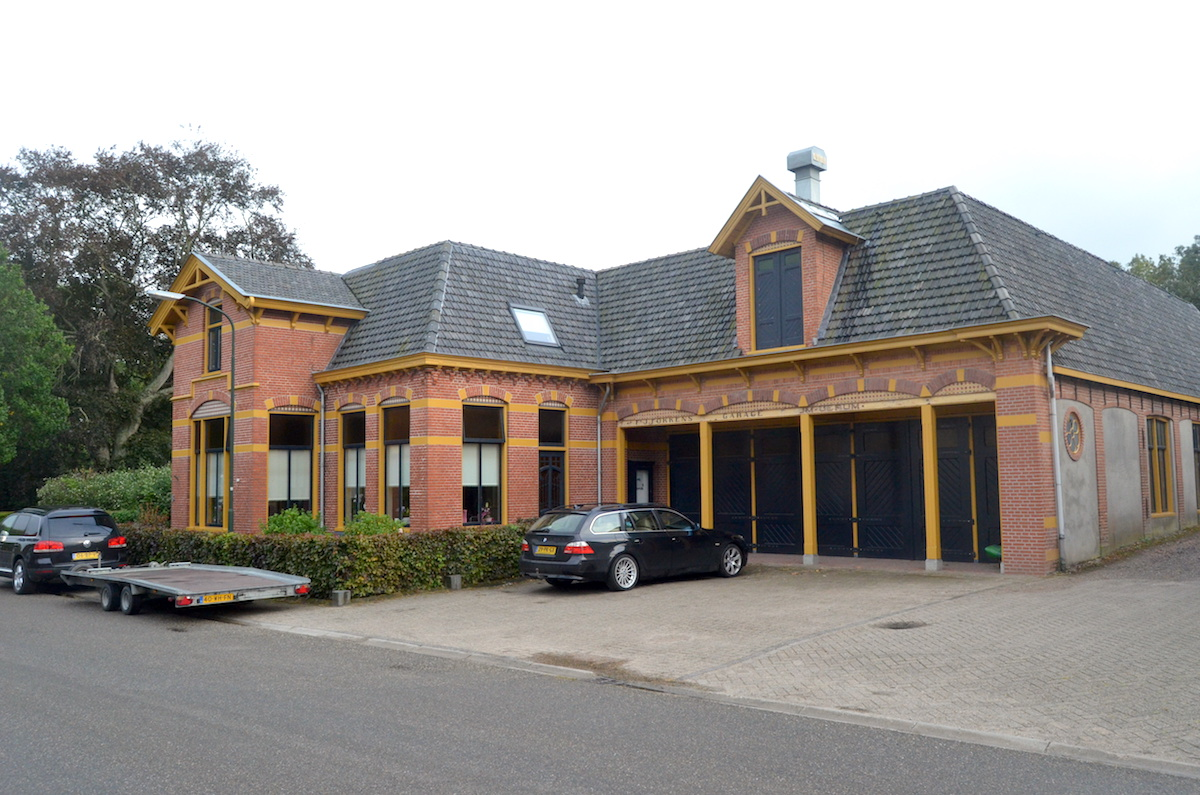
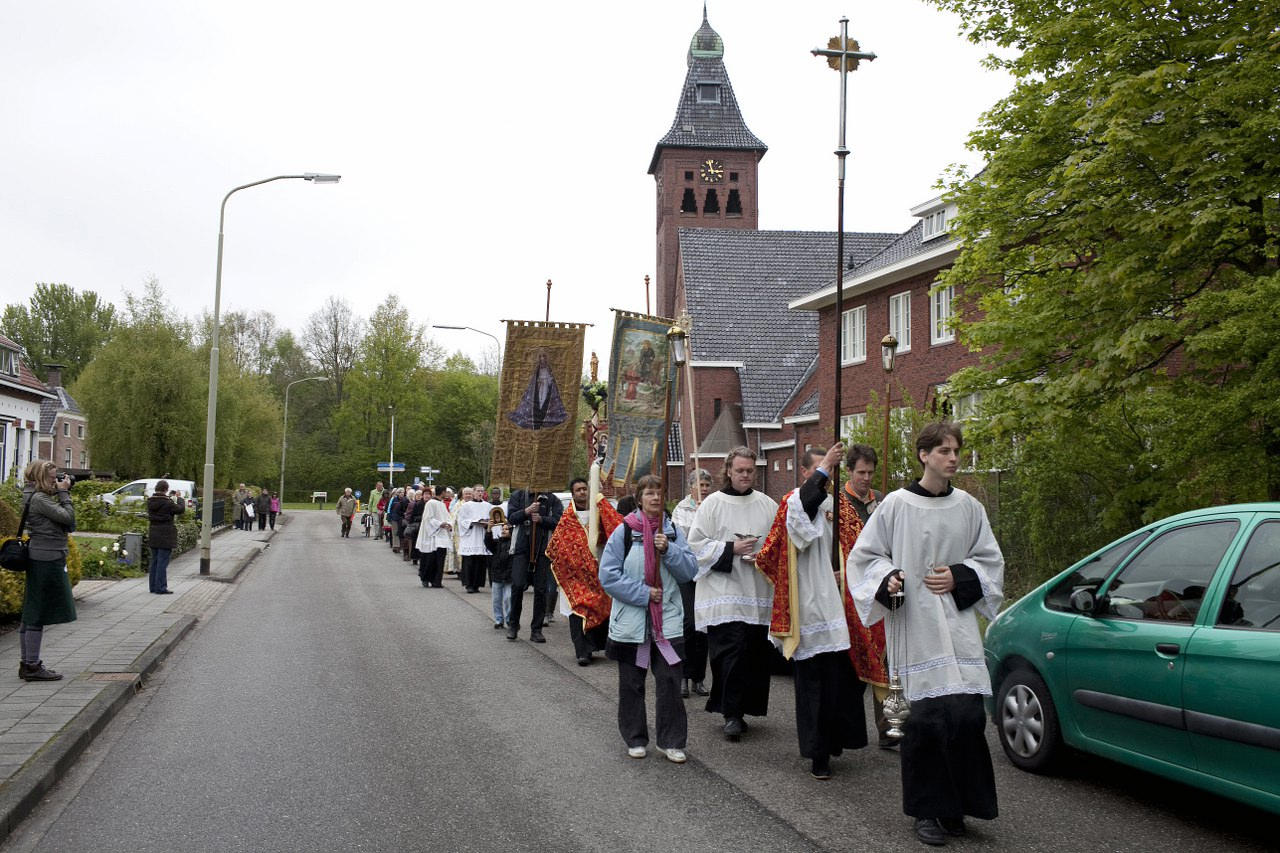
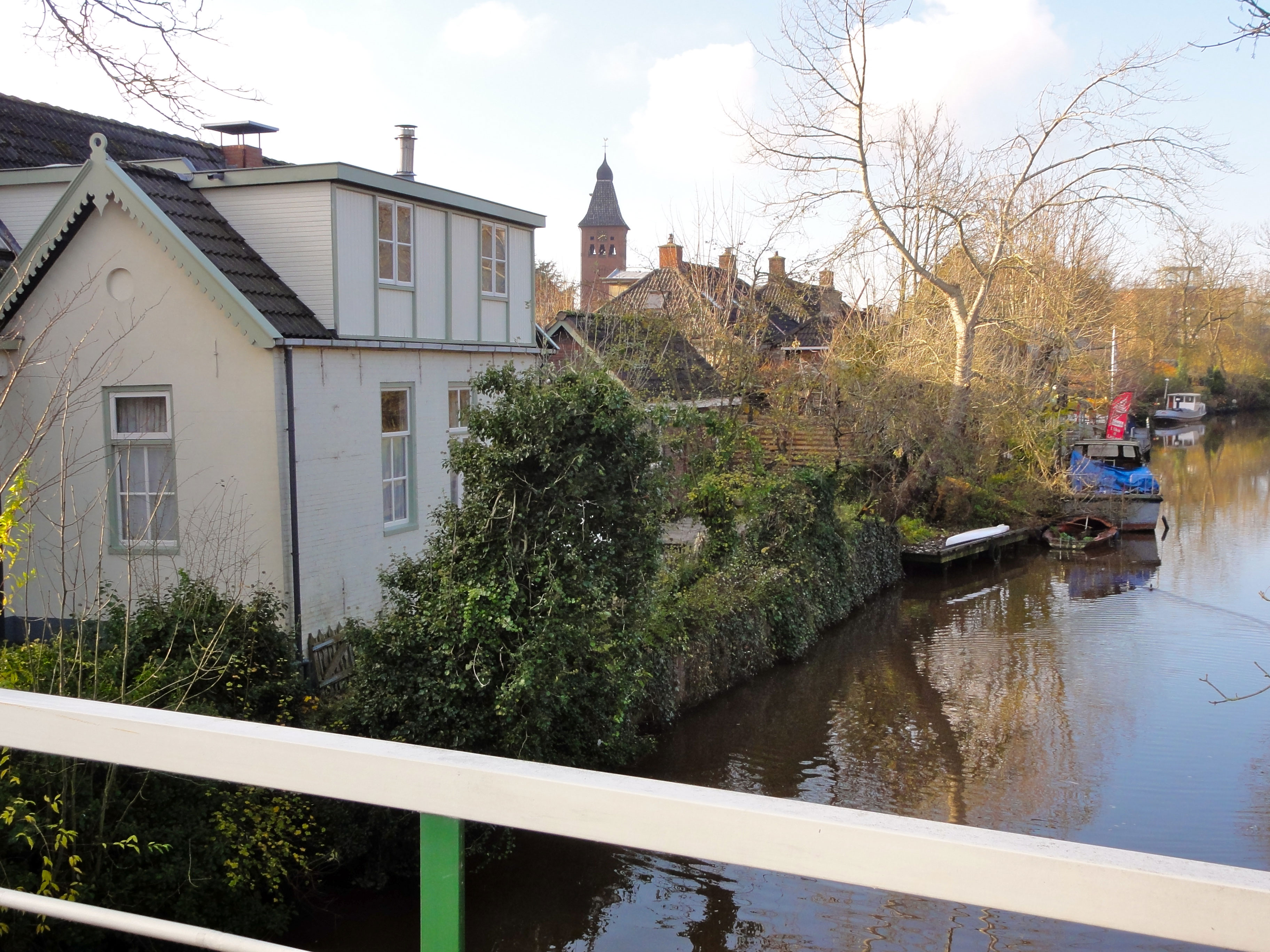
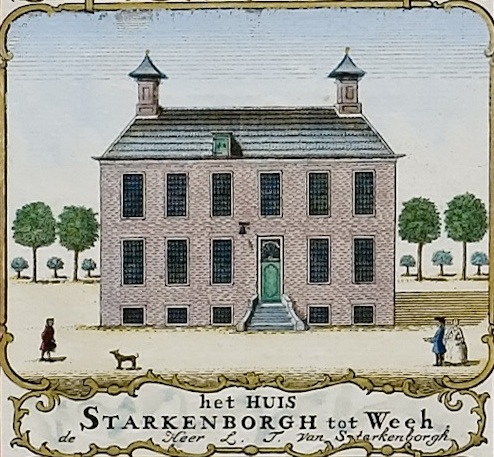